# Tō-de
Le Tō-de ou Tō-te (Tō-de;唐手;Okinawaien: Tū-dī: Main Tang ou Main chinoise) est le nom donné à l'art martial originaire d'Okinawa, qui au fil du temps a donné naissance au karaté.
Les plus anciennes citations sur les arts martiaux d'Okinawa évoquent le Tō-te. Ces citations datent du XIVe siècle.
- TO dans la langue d'Okinawa, désigne la « dynastie des Tang » (618 - 906), et par extension, en okinawaïen, TO désigne tout ce qui vient de Chine, ainsi que le pays lui-même.

- Et que DE, voisement de « TE », signifie « technique » en chinois comme en okinawaien, et par extension en japonais la « main » qui réalise ces techniques.

D'où tō-de, « technique des Tang » ou « technique chinoise », par référence à ses origines, devenu « main de Chine » depuis la « colonisation » d'Okinawa par le Japon en 1609.
Vers le XVIIe siècle, le Tō-te s'est divisé en trois branches distinctes, car les techniques étaient plus ou moins différentes selon la localité où elles étaient pratiquées. Le « Te » (手), Main, portait donc le nom de sa localité d'origine :
- Le Shuri-te ;
- Le Naha-Te ;
- Le Tomari-te.

Tō-te restant l'appellation générique.
Plus tard, vers la fin du XIXe siècle, du fait de la « colonisation » d'Okinawa par le Japon (depuis 1609, année pendant laquelle le clan Satsuma envahit les îles Ryūkyū dont Okinawa est l'île principale) et pour se démarquer, le Tō-te est devenu Okinawa-te (沖縄手).
Vers 1920, l'Okinawa-te (沖縄手) est introduit au Japon, et là, du fait de la guerre sino-japonaise, toute référence à la Chine devant être supprimée du vocabulaire, il devient karaté (空手), la main vide.
En japonais chaque idéogramme peut être prononcé d'au moins deux façons différentes, avec la même signification. Mais, à chaque fois, l'une des prononciations n'a qu'un seul sens et ne peut être écrite que d'une seule manière, alors que l'autre peut avoir plusieurs sens différents, et de ce fait, pourra, après, être réécrit autrement. Les Japonais ont très souvent utilisé cette particularité de leur langue pour modifier à leur profit des textes historiques ou autres.[réf. nécessaire]